# Лелюк Дмитро Валерійович
Дмитро Валерійович Лелюк (нар. 8 січня 1974, Вуглегірськ, Донецька область, УРСР) — український футболіст, захисник. Більшу частину кар'єри провів у футбольних клубах Вінницької області.

## Життєпис
Вихованець бершадської ДЮСШ. Дорослу футбольну кар'єру розпочав у вінницькому «Темпі». Сезон 1994/95 років розпочав в аматорському колективі «Дуумвірат» (Бершадь). Під час зимової перерви вище вказаного сезону перебрався в «Ниву». Дебютував у футболці вінницького клубу 23 червня 1995 року в нічийному (3:3) виїзному поєдинку 34-о туру Вищої ліги проти луцької «Волині». Дмитро вийшов на поле в стартовому складі та відіграв увесь матч. У команді виступав до середини березня 1998 року, за цей час у чемпіонатах України зіграв 39 матчів (1 гол), ще 4 матчі провів у кубку України. Окрім цього за період виступів у вінницькому клубі зіграв 7 матчів за друголіговий фарм-клуб «Нива» (Бершадь). Також грав за аматорську «Ниву-2».
У середниі березня 1998 року перебрався в «Полісся». Дебютним голом на професіональному футболі відзначився 4 квітня 1998 року на 71-й хвилині програного (1:4) виїзного поєдинку 25-о туру Першої ліги проти харківського «Металіста». Лелюк вийшов на поле в стартовому складі та відіграв увесь матч. У першій лізі України за «Полісся» зіграв 28 матчів (1 гол). Під час зимової перерви сезони 1998/99 років повернувся до «Вінниці». Відіграв за команду наступні три з половиною сезонів, за цей час у Першій лізі зіграв 104 матчі (2 голи), ще 10 матчів провів у кубку України. Сезон 2002/03 років розпочав у вищоліговому «Кривбасі», але не зіграв жодного офіційного матчу за криворізький клуб. Тому у вище вказаному сезоні виступав за першолігові та друголігові клуби «Десна» (Чернігів), «Сокіл» (Золочів) та «Електрометалург-НЗФ». Сезон 2003/04 років розпочав у мелітопольському «Олкомі». Під час зимової перерви сезону виїхав до Росії, де виступав за клуб Першого Дивізіону «Локомотив» (Чита). У 2005 році повернувся до України, де до кінця липня 2007 року грав за черкаський «Дніпро» в другій та першій лігах чемпіонату України.
У 2007 році завершив професіональну кар'єру, виступав за ФК «Бердичів» у чемпіонаті Житомирської області. З 2007 по 2011 рік виступав в аматорському чемпіонаті України за ОЛКАР (Шаргород), «Горизонт» (Козятин), ФК «Шаргород» та ФК «Бершадь». Починаючи з сезону 2011/12 років виступав за кримський аматорський футзальний клуб «Чорноморець» (Чорноморське). Після окупації Криму росіянами продовжив виступи в команді.